# Roland Schlosser (Polizist)
Roland Karl Emil Schlosser (* 9. Juni 1948; gestorben am 25. Juli 2023) ist ein deutscher Polizeibeamter aus Billigheim-Ingenheim. Bekannt wurde Schlosser durch eine von ihm mit der Begründung der nicht menschenwürdigen Haftbedingungen eigenmächtig vorgenommene Entlassung eines Gefangenen aus der Haft sowie der im Nachgang erfolgten Verurteilung wegen Gefangenenbefreiung.

## Tatgeschehen
Am Abend des 7. Juni 1993 entließ Schlosser, damals Erster Polizeihauptkommissar und Leiter der Polizeiinspektion Landau in der Pfalz einen in einer Verwahrzelle der Polizeiinspektion inhaftierten männlichen angolanischen Staatsbürger C. und übergab ihn in die Obhut eines befreundeten Gymnasiallehrers. Dieser sollte dafür Sorge tragen, dass C. auch weiterhin für die Behörden erreichbar sei.
Gegen C. bestand zu jener Zeit ein rechtmäßiger Abschiebehaftbefehl. Seit dem 4. Juni 1993 war er in der Verwahrzelle, die üblicherweise nicht für eine längerfristige Unterbringung ausgelegt ist, in Haft. Ursprünglich war geplant, dass er dort nur eine Nacht verbringen und dann in eine rheinland-pfälzische Justizvollzugsanstalt verlegt werden sollte. Dies geschah jedoch wegen fehlender Unterbringungsmöglichkeiten nicht.
Schlosser begründete die Entlassung mit der menschenunwürdigen Unterbringung in der Verwahrzelle. Wenige Tage später erhielt der Asylbewerber ein Bleiberecht.

## Juristische Aufarbeitung
In erster Instanz wurde Schlosser wegen Gefangenenbefreiung vom Amtsgericht Landau zu einer Geldstrafe von 20 Tagessätze zu je 100 DM verurteilt. Schlosser legte Berufung ein, jedoch wurde das erstinstanzliche Urteil in zweiter Instanz vom Landgericht Landau bestätigt.
Vor Gericht rechtfertigte Schlosser sein Vorgehen damit, dass er C. „nicht ‚befreien‘, sondern lediglich in ‚gelockerten Gewahrsam‘ hatte überführen wollen. Sein Handeln sei gerechtfertigt gewesen, da die Unterbringung des Häftlings ‚menschenunwürdig‘ gewesen sei.“ Das Gericht sah dies jedoch anders: „Ein rechtfertigender Notstand war nicht gegeben. Eine Verletzung der Menschenwürde des C. in der Weise, dass das Interesse der Allgemeinheit an einer den gesetzlichen Vorschriften entsprechenden Verfahrensweise hinter dem Interesse an dem persönlichen Wohlbefinden des Häftlings zurücktreten müsste, lag mit Sicherheit nicht vor. Die polizeilichen Verwahrzellen sind für einen langdauernden Vollzug wohl nicht geeignet. Die mehrtägige Einschränkung in der Kommunikation und der Bewegungsfreiheit der Häftlinge musste unter den gegebenen Umständen hingenommen werden.“

## Disziplinarrechtliche Folgen
Schlosser wurde als Konsequenz aus seinem Handeln um einen Dienstgrad herabgestuft und bekam eine Rüge, in der unter anderem folgender Satz stand: „Die Funktionsfähigkeit des Staates wäre ernsthaft bedroht, wenn ein Beamter unter bloßer Berufung auf sein Gewissen einer dienstlichen Anweisung nicht folgen müsste.“

## Ehrung
Für sein Handeln wurde Schlosser 1994 mit dem Clara-Immerwahr-Preis der deutschen Sektion der Organisation Internationale Ärzte für die Verhütung des Atomkrieges, Ärzte in sozialer Verantwortung e. V. für seine gezeigte Zivilcourage ausgezeichnet.
Schlossers Handeln löste eine öffentliche Diskussion zum Thema Menschenwürde und Zivilcourage aus.